# Radhia Nasraoui
Radhia Nasraoui (tiếng Ả Rập Tunisia: راضية النصراوي; sinh năm 1953), là một luật sư người Tunisia, chuyên về nhân quyền, những người đặc biệt chống lại việc sử dụng tra tấn.

## Đấu tranh cho quyền con người
Vào những năm 1970, Radhia Nasraoui bắt đầu vận động cho nhân quyền, khi chế độ của Tổng thống Bourguiba cấm các cuộc biểu tình của sinh viên và công nhân. Năm 1976, bà đã thuyết phục được công ty tuyển dụng của mình để bào chữa cho những sinh viên bị buộc tội. Hai năm sau, sau ngày Thứ Năm Đen, một cuộc tổng đình công kèm theo bạo loạn đẫm máu và dẫn đến nhiều cái chết, Nasraoui đã mở công ty riêng của mình.

bà là một trong những người sáng lập Hiệp hội chống tra tấn ở Tunisia tuyên bố vào ngày 26 tháng 6 năm 2003. Được bổ nhiệm làm tổng thống, bà đã tố cáo những gì bà coi là "sự tra tấn có hệ thống" được thực hiện ở đất nước ông kể từ khi gia nhập quyền lực của Tổng thống Ben Ali ngày 7/11/1987. Do các hoạt động nghề nghiệp của bà ủng hộ nhân quyền ở Tunisia, Radhia Nasraoui tiếp tục bị phơi bày trước sự đàn áp và sự tàn bạo của cảnh sát. Ủy ban Liên hợp quốc về xóa bỏ phân biệt đối xử với phụ nữ đã báo cáo: 
On 12 February 1998, the Office of Radhia Nasraoui was ransacked and most of her records stolen [...] Her house is under constant surveillance, her phone line is cut or regularly tapped. In addition, her daughters endure constant bullying. 8 May 2001, while returning from Paris, she was intercepted at the airport of Tunis and all documents (including articles on the repression in Tunisia) were confiscated. In August, her car was vandalized. Harassment of her and her daughters has increased since the beginning of January 2002.

 Từ ngày 15 tháng 10 đến ngày 10 tháng 12 năm 2003, bà tuyệt thực "để phản đối việc các nhân viên chính phủ trộm cắp văn phòng của mình và khủng bố gia đình bà và yêu cầu công lý phải được thực hiện sau khi một cuộc tấn công vật lý xảy ra vào tháng 7", bà chấm dứt đình công vào ngày kỷ niệm 55 năm Tuyên ngôn Nhân quyền.
Radhia Nasraoui tiếp tục bị đàn áp nhà nước cho đến khi cuộc cách mạng năm 2011 đánh dấu sự sụp đổ của Tổng thống Ben Ali. Trong thời gian này, bà được coi là một luật sư và nhà hoạt động chống lại tra tấn và là một trong những nhà lãnh đạo quan điểm nổi tiếng nhất của Tunisia về Mùa xuân Ả Rập. Ngay cả sau cuộc cách mạng, bà vẫn tiếp tục tố cáo các trường hợp tra tấn và ngược đãi tù nhân. Bà cũng là thành viên của ủy ban tài trợ của Toà án Russell về Palestine, công việc bắt đầu từ ngày 4 tháng 3 năm 2009.

## Cuộc sống cá nhân
Radhia Nasraoui kết hôn với Hamma Hammami, tổng thư ký Đảng công nhân từ năm 1981 và họ có ba bà con gái, Nadia và Sarah Oussaïma.

## Danh hiệu và giải thưởng
- Vào ngày 16 tháng 11 năm 2005, Nasraoui đã nhận được bằng danh dự của Đại học Bỉ libre de Bruxelles vì sự bảo vệ nhân quyền và cuộc đấu tranh của bà cho sự giải phóng phụ nữ Tunisia.[2]
- Vào ngày 25 tháng 1 năm 2013, bà đã nhận được Giải thưởng Olof Palme cho Nhân quyền.[3]